# Mychothenus minutus
Mychothenus minutus is een keversoort uit de familie zwamkevers (Endomychidae). De wetenschappelijke naam van de soort werd in 1877 gepubliceerd door Imre Frivaldszky.